# Spirit of Eden
Spirit of Eden ist das vierte Studioalbum der britischen Rockband Talk Talk und erschien 1988 auf dem Label Parlophone. Obwohl es kommerziell mäßig erfolgreich war, wird das Album gemeinhin als Meilenstein der Popmusik des ausgehenden 20. Jahrhunderts angesehen und gilt als eines der ersten wichtigen Post-Rock-Alben.

## Stil und Entstehungsgeschichte
Spirit of Eden markiert die Abkehr Talk Talks vom noch auf dem Vorgängeralbum The Colour of Spring zu findenden eingängigeren Sound, der stark von zeitgenössischen Strömungen der britischen Popmusik Mitte der achtziger Jahre geprägt war. Die Instrumentierung mit zahlreichen Orchesterinstrumenten, die allerdings äußerst sparsam eingesetzt wurden, um im Zusammenspiel mit der Band ausufernde Klangteppiche zu erzeugen, war äußerst progressiv, aber wenig kommerziell. Stilistisch lässt sich das Album nur schwer einordnen: Neben Rock- und Pop-Elementen sowie Ambient finden sich auch starke Einflüsse aus klassischer Musik und Jazz. Mark Hollis gab oft Komponisten und Musiker wie Claude Debussy, Erik Satie oder Ornette Coleman als seine Einflüsse an.
Nach Abschluss der Aufnahmen zu Spirit of Eden sandte die Band die Aufnahmen an ihr Plattenlabel EMI. Dort fürchtete man, die Platte könnte kommerziell nicht ansprechend genug sein, und bat Mark Hollis, weitere Songs für das Album aufzunehmen und bestehende auszutauschen. Hollis weigerte sich, EMI veröffentlichte dennoch die Platte und wollte auch den bestehenden Vertrag mit Talk Talk verlängern, obgleich die Band das Label verlassen wollte. Der bestehende Disput wurde schließlich vor Gericht entschieden, und Talk Talk unterschrieben für ihr letztes Studioalbum bei Polydor.

## Titelliste
Alle Kompositionen stammen von Mark Hollis und Tim Friese-Greene.
Seite A
1. The Rainbow – 9:05
2. Eden – 6:37
3. Desire – 7:08
Seite B
4. Inheritance – 5:16
5. I Believe in You – 6:24
6. Wealth – 6:35

## Kommerzieller Erfolg
Entgegen den Befürchtungen seitens EMI erreichte das Album Platz 19 der britischen Charts (sowie eine Silbermedaille der British Phonographic Industry für 60.000 verkaufte Einheiten). In den deutschen Charts kam es bis auf Platz 16, und es erreichte sogar Platz 3 in Belgien sowie Platz 8 in den Niederlanden. In den US-amerikanischen Billboard-Charts konnte sich das Album nicht platzieren.

## Kritiken und späte Wertschätzung
Bei Erscheinen des Albums waren die Kritiken eher gemischt. Allgemein herrschte einige Verwirrung, wie man mit den ungewohnten Klängen und Arrangements umgehen sollte – zumal sie von einer bislang als Popband etablierten Gruppe stammten. Der Spectator schrieb:

„Es ist entweder ein äußerst verdienstvolles und mutiges Werk oder ein Haufen Müll – ich kann mich nicht entscheiden, was von beidem.“

Es gab auch direkte positive Resonanz, wie etwa im Musikexpress:

„Stellt alles bisher „getalkte“ in den Schatten … Seltsame Stil- und Rhythmuswechsel wollen verkraftet sein, unerwartete Abbrüche, meditative Ruhe, aber auch rohe Gitarrenriffs und manche Dissonanz. Alles das fließt dennoch mit größter Selbstverständlichkeit dahin … Hymnische Schönheit haben die insgesamt 16 Musiker nicht gescheut. Aber sie ist stets sanft gebrochen, jenseits banaler Klischees … Ein Klassiker?“

Vielerorts fehlte jedoch das Verständnis für die neue Richtung der Band. Noch 1992 gab der Rolling Stone Album Guide der Platte nur 1 von 5 Sternen („desaströs“) und schrieb: 

„Anstatt entweder besser oder schlechter zu werden, wurde diese Band mit jedem Jahr einfach nur prätentiöser … mit Spirit of Eden wird Mark Hollis’ Gesang, der klingt wie Pete Townshend auf Dimenhydrinat, vom sinnlosen Genudel der Band beiseitegedrängt.“

Im Nachhinein wird das Album auf wesentlich breiterer Ebene als Meisterwerk angesehen. Die deutsche Zeitschrift Musikexpress wählte Spirit of Eden im Jahre 2003 auf Platz 5 der 50 besten Alben der 1980er. Der New Musical Express wählte es auf Platz 95 der 500 besten Alben aller Zeiten. Pitchfork wählte es im Jahr 2002 auf Platz 34 der 100 besten Alben der 1980er Jahre auf (noch vor Klassikern wie Licensed to Ill oder Computerwelt) und schrieb:

„Gewöhnlicherweise verwendete Bezeichnungen für Musik, die sich keinem Genre zuordnen lässt, wie Obscuro oder Postrock, muss man gar nicht anwenden - Spirit of Eden ist der Klang der Eleganz schlechthin.“

Musikkritiker Alan McGee schrieb 2008 im Guardian: 

„Spirit of Eden ist alterslos; es ist erstaunlich, wie zeitgenössisch es klingt, es nimmt Post-Rock, The Verve und Radiohead vorweg. So klingt ein Künstler, dem man die Schlüssel zu einem Königreich aushändigt und der mit einem Kunstwerk zurückkehrt.“

Christoph Dallach würdigte Spirit of Eden 2012 als „rätselhaftes wie meisterhaftes Opus“ und „atemberaubend“:

„Da wird deutlich, was Mark Hollis meinte, als er immer wieder Can, Miles Davis, Bartók, Debussy, John Coltrane, Otis Redding und Burt Bacharach als musikalische Helden nannte. Und nach Hits wie „It’s my Life“ hatte er endlich das Budget, die Freiheit, die Musik zu machen, von der er immer träumte. Die Melodien sind hier verschachtelt, die Stimmung: Moll! Es erklingen schwelend Trompeten, Klarinetten, ein Kirchenchor und die alles zusammenhaltende, faszinierende Klagestimme von Mark Hollis.“

Guy Garvey, Frontmann der britischen Band Elbow, würdigte Spirit of Eden als wichtigen Einfluss auf das eigene musikalische Schaffen:

„Mit dieser Platte löste sich Talk Talk endgültig von den Erwartungen der Musikindustrie. Spirit of Eden ist kompromisslose Kunst, ein hochkonzentriertes und hochemotionales Meisterwerk. Talk Talk werden ihre Plattenfirma mit dieser Musik an den Rand des Wahnsinns getrieben haben. Ich erinnere mich daran, dass man für die Single das unglaubliche Stück I Believe In You einfach halbiert hatte, um überhaupt die theoretische Chance zu haben, dass Talk Talk auch weiterhin im Radio laufen. Doch die Band ließ sich nicht beirren, sie folgte weiter stoisch ihrer Kunst, wie das Album Laughing Stock von 1991 und die Soloplatten von Mark Hollis beweisen. Für Elbow war diese Herangehensweise vorbildlich. Wir glauben wie Talk Talk daran, dass die Leute in der Lage sind, auch komplexe
Strukturen zu verstehen. Man sollte als Band keine Angst vor Ambition haben. Wir sind allerdings, soweit ich das beurteilen kann,
wesentlich unkompliziertere Menschen als Talk Talk.“

Das Album wurde in die Liste 1001 Albums You Must Hear Before You Die aufgenommen.

## Artwork
Die Covergestaltung stammt vom Künstler James Marsh, der für alle Albumcover von Talk Talk verantwortlich zeichnet.